# آرثر سنكلير
آرثر سنكلير (بالإنجليزية: Arthur Sinclair)‏ هو ضابط أمريكي، ولد في 28 فبراير 1780 في فرجينيا في الولايات المتحدة، وتوفي في 7 فبراير 1831 في نورفولك في الولايات المتحدة.